# Caster Semenya
Mokgadi Caster Semenya (Polokwane, 7 januari 1991) is een Zuid-Afrikaanse middellangeafstandsloopster, die gespecialiseerd is in de 800 m. Zij werd in 2009 wereldkampioene en Zuid-Afrikaans kampioene in deze discipline en nam tweemaal deel aan de Olympische Spelen en won hierbij in totaal een zilveren en een gouden medaille. Door de latere diskwalificatie van de Russische winnares van de 800 m van 2012 Maria Savinova werd de aanvankelijk zilveren medaille van Semenya in 2017 alsnog omgezet in een gouden.

## Biografie

### Als junior in één klap de snelste
Semenya is geboren in het dorp Ga-Masehlong in de buurt van Polokwane en studeert sportwetenschappen aan de Universiteit van Pretoria.
In 2008 nam Semenya deel aan de wereldkampioenschappen voor junioren, maar sneuvelde op de 800 m in de series. Later dat jaar won ze goud op de 800 m op de Gemenebestspelen voor junioren met een tijd van 2.04,23.
Zij behaalde haar eerste belangrijke titel in 2009, toen ze bij de nationale kampioenschappen de titel won op de 800 m. Echt van zich spreken deed ze echter, toen zij op 31 juli 2009 tijdens de Afrikaanse jeugdkampioenschappen in Bambous (Mauritius) op de 800 m in één klap naar 1.56,72 liep, de beste wereldjaartijd. Daarvoor was zij niet sneller geweest dan 2.00.58. Met haar prestatie verpulverde zij tevens de Zuid-Afrikaanse junior- en seniorrecords. Bovendien veroverde ze hier ook de titel op de 1500 m in 4.08,01.
Negentien dagen later maakte Caster Semenya de zichzelf opgelegde favorietenrol helemaal waar, door op de 800 m de wereldtitel te pakken tijdens de wereldkampioenschappen in Berlijn. Met overmacht won ze de wedstrijd in een beste wereldjaarprestatie van 1.55,45 en versloeg hiermee de Keniaanse Janeth Jepkosgei (zilver; 1.57,90) en de Britse Jenny Meadows (brons; 1.57,93).

### Geslachtstest
Al enige tijd was er enig rumoer rondom haar persoon, en dit bereikte een piek vlak voor de finale van de 800 m in Berlijn. De IAAF maakte voor de start hiervan bekend dat Semenya was gevraagd om mee te werken aan een geslachtstest. Uit eerdere tests was gebleken dat Semenya drie keer zoveel lichaamseigen testosteron had als de gemiddelde vrouw. Daardoor was er twijfel ontstaan of zij "honderd procent vrouw is". Semenya werkte mee aan de geslachtstest. In afwachting van de uitslag, die pas na enkele weken tegemoet kon worden gezien, was er geen aanleiding om haar uit te sluiten voor de finale, die zij aansluitend ook won in de beste prestatie van het jaar: 1.55,45. Vervolgens duurde het in totaal elf maanden, voordat de IAAF tot een beslissing kwam. In de tussentijd werd bekend dat de Zuid-Afrikaanse bond reeds vóór het WK in Berlijn in het geheim een geslachtstest had laten uitvoeren, maar vervolgens het advies van de arts had genegeerd om Caster Semenya terug te trekken uit de competitie. Bovendien ontkende de bond later dat er een test was uitgevoerd.
Ten slotte besloot de federatie op 6 juli 2010 dat Semenya weer als vrouw mocht deelnemen aan de vrouwencompetitie. De federatie onthield zich van verder commentaar over deze zaak. Er werden geen medische gegevens bekendgemaakt. Onbekend is ook, of er medische ingrepen zijn geweest die hebben geleid tot deze beslissing. Er was immers uitgelekt dat Semenya een Y-chromosoom heeft of een SRY-gen. Haar geslachtsklieren zouden zich daardoor ontwikkeld hebben tot inwendige testikels. Omdat ze gedeeltelijk ongevoelig zou zijn voor mannelijke hormonen, heeft de ontwikkeling tot man niet doorgezet. Onvruchtbare testikels maken wel testosteron aan. Dat zou de hoge testosteronwaarden kunnen verklaren. De IAAF heeft laten weten dat sinds 2005 vier atletes om deze reden uit de competitie zijn gezet.
De Zuid-Afrikaanse bond gaf uiteindelijk bij monde van haar voorzitter Leonard Chuene toe dat de bond het geslacht van Semenya in het geheim had getest, voordat ze naar Berlijn vertrok. Semenya heeft altijd verondersteld dat het om een dopingtest ging. Chuene moest terugtreden als voorzitter vanwege deze zaak.
De heibel omtrent Semenya's geslacht ligt politiek gevoelig in Zuid-Afrika, waar het herinnert aan het apartheidsregime dat ook veel waarde hechtte aan het classificeren van mensen; daarnaast ontlokte de affaire vergelijkingen met het lot van Saartjie Baartman.

### Nieuwe regels
De IAAF heeft naar aanleiding van deze affaire nieuwe regels opgesteld, die op 1 mei 2011 van kracht zijn geworden. De regels hebben niet langer betrekking op het geslacht van de atlete, maar op testosteronwaarden. Atletes die wettelijk als vrouw leven, mogen geen testosteronwaarden hebben die vergelijkbaar zijn met mannen. Als dat wel het geval is, mogen ze geen profijt hebben van de hoge testosteronwaarden, doordat ze ongevoelig zijn voor mannelijke hormonen. Hyperandrogene vrouwen die wel gevoelig zijn voor testosteron, moeten een behandeling ondergaan, voordat ze weer mogen starten. De nieuwe regels zijn gepubliceerd op de website van de IAAF.

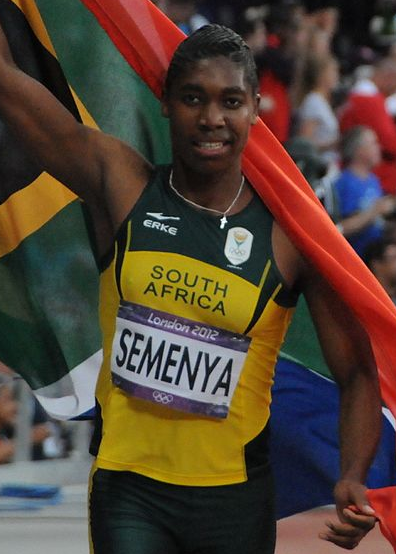
Caster Semenya viert haar olympische medaille op de 800 m in Londen in 2012.

### Olympische Spelen 2012
Voorafgaand aan de Olympische Spelen in Londen werd Semenya door het Zuid-Afrikaans Olympisch Comité aangewezen als 's lands vlaggendrager bij de openingsceremonie op 27 juli 2012. "Het is zo'n voorrecht voor me om zoiets groots te doen", stelde de atlete, die de voorkeur kreeg boven 'Blade Runner' Oscar Pistorius, zwemmer Cameron van der Burgh en verspringer Khotso Mokoena. Op de Spelen van Londen veroverde Caster Semenya de zilveren medaille op de 800 m met een tijd van 1.57,23. Ze werd verslagen door de Russische Maria Savinova (1.56,19). Die werd echter in 2017 gediskwalificeerd vanwege een overtreding van het dopingreglement, waardoor Caster Semenya jaren later alsnog werd uitgeroepen tot winnares van het olympische goud.

### Olympische Spelen 2016
Op de Olympische Spelen van 2016 in Rio de Janeiro was haar finishtijd van 1.55,28 direct goed voor een gouden medaille. Ze begon de wedstrijd in koppositie, viel terug naar een tweede plek, maar snelde na een felle eindsprint alsnog naar de overwinning.

## Titels
- Olympisch kampioene 800 m - 2012, 2016
- Wereldkampioene 800 m - 2009, 2011, 2017
- Zuid-Afrikaans kampioene 800 m - 2009
- Afrikaans jeugdkampioene 800 m - 2009
- Afrikaans jeugdkampioene 1500 m - 2009
- Gemenebest jeugdkampioene 800 m - 2008

## Persoonlijke records
| Onderdeel | Prestatie             | Datum            | Plaats    |
| --------- | --------------------- | ---------------- | --------- |
| 300 m     | 37,22 s               | 28 maart 2017    | Sasolburg |
| 400 m     | 49,62 s               | 8 september 2018 | Ostrava   |
| 600 m     | 1:21,77 (ex beste WP) | 27 augustus 2017 | Berlijn   |
| 800 m     | 1:54,25 (NR)          | 30 juni 2018     | Parijs    |
| 1500 m    | 3:59,92               | 4 mei 2018       | Doha      |

## Palmares

### 600 m
- 2017:  ISTAF - 1.21,77 (ex beste WP)

### 800 m
Kampioenschappen
- 2008: 7e in serie WK U20 - 2.11,98
- 2008:  Gemenebestspelen voor junioren - 2.04,23
- 2009:  Afrikaanse jeugdkamp. - 1.56,72
- 2009:  WK - 1.55,45 (NR)
- 2011:  WK - 1.56,35 (na DSQ Maria Savinova)
- 2012:  OS - 1.57,23 (na DSQ Maria Savinova)
- 2013: 8e Flame Games te Amsterdam - 2.04,48
- 2014: 9e FBK Games - 2.06,35
- 2015: 8e in ½ fin. WK - 2.03,18
- 2016:  OS - 1.55,28 (NR)
- 2017:  WK - 1.55,16 (NR)

Diamond League-podiumplekken
- 2010:  Memorial Van Damme – 1.59,65
- 2011:  Prefontaine Classic – 1.58,88
- 2011:  Bislett Games – 1.58,61
- 2011:  Meeting Areva – 2.00,18
- 2016:  Qatar Athletic Super Grand Prix - 1.58,26
- 2016:  Meeting International Mohammed VI d'Athlétisme de Rabat - 1.56,64
- 2016:  Golden Gala - 1.56,64
- 2017:  Herculis - 1.55,27 (NR)

### 1500 m
- 2009:  Afrikaanse jeugdkamp. - 4.08,01
- 2017:  WK - 4.02,90

1928: Lina Radke ·
1960: Ljoedmila Sjevtsova ·
1964: Ann Packer ·
1968: Madeline Manning ·
1972: Hildegard Falck ·
1976: Tatjana Kazankina ·
1980: Nadezjda Olizarenko ·
1984: Doina Melinte ·
1988: Sigrun Wodars ·
1992: Ellen van Langen ·
1996: Svetlana Masterkova ·
2000: Maria Mutola ·
2004: Kelly Holmes ·
2008: Pamela Jelimo ·
2012: Caster Semenya ·
2016: Caster Semenya ·
2020: Athing Mu ·
2024: Keely Hodgkinson
1983 Jarmila Kratochvílová ·
1987 Sigrun Wodars ·
1991 Lilia Noeroetdinova ·
1993 Maria Mutola ·
1995 Ana Fidelia Quirot ·
1997 Ana Fidelia Quirot ·
1999 Ludmila Formanová ·
2001 Maria Mutola ·
2003 Maria Mutola ·
2005 Zulia Calatayud ·
2007 Janeth Jepkosgei ·
2009 Caster Semenya ·
2011 Caster Semenya ·
2013 Eunice Jepkoech Sum ·
2015 Marina Arzamasova ·
2017 Caster Semenya ·
2019 Halimah Nakaayi ·
2022 Athing Mu ·
2023 Mary Moraa
- Bibsys: 1707990459735
- Gemeinsame Normdatei: 1028852886
- World Athletics: 14330057
- International Standard Name Identifier: 0000 0003 9441 0977
- Library of Congress Control Number: n2015057655
- Nationale Bibliotheek van Polen: a0000003748631
- Nederlandse Thesaurus van Auteursnamen: 40910017X
- Système universitaire de documentation: 20013101X
- Virtual International Authority File: 288920865
- WorldCat: E39PBJjmM7TWqVvqj9RPpxf8YP